# 댄 헤다야
댄 허데이야(영어: Dan Hedaya, 영어 발음: /həˈdeɪjə/, 1940년 7월 24일 ~ )는 미국의 배우이다.

## 출연 작품

### 영화
- 고백 (1981)
- 카우보이 밴자이의 모험 (1984)
- 연쇄 살인 (1984)
- 블러드 심플 (1984)
- 코만도 (1985)
- 볼케이노 (1990)
- 아담스 패밀리 (1991)
- 루키 (1993)
- 보일링 포인트 (1993)
- 클루리스 (1995)
- 투 다이 포 (1995)
- 조강지처 클럽 (1996)
- 데이라잇 (1996)
- 마빈의 방 (1996)
- 프리웨이 (1996)
- 랜섬 (1996)
- 에이리언 4 (1997)
- 이완 맥그리거의 인질 (1997)
- 시빌 액션 (1998)
- 록스베리 나이트 (1998)
- 허리케인 카터 (1999)
- 딕 (1999)
- 샤프트 (2000)
- 위험한 유혹 (2002)
- 로봇 (2005) - 애니메이션

### 텔레비전
- 블루 블러드 (2015-19)